# 拉希德·阿里·盖拉尼
拉希德·阿里·盖拉尼（1892年—1965年8月28日），伊拉克政治家，三次当选伊拉克王国首相。身为一名阿拉伯民族主义者，他曾试图将英国的影响从伊拉克清除出去。第二次世界大戰時期1941年4月，他在德國及意大利支持下發動政變推翻了親英政府。在他短暂1個月的首相任期内，为了抵抗英国的影响，他曾试图与轴心国就二战后的安排进行谈判。5月，他的政權被英國軍隊入侵並被推翻，伊拉克被軍事佔領。